# Veronika Erjavec
Veronika Erjavec, née le 30 décembre 1999, en Slovénie, est une joueuse slovène de tennis.

## Carrière professionnelle
Veronika Erjavec commence sa carrière professionnelle en 2017. En simple, elle a obtenu 4 titres ITF en 2023. En double, ses résultats sont meilleurs, elle a remporté 18 titres ITF.
Elle remporte en double, avec sa compatriote Dalila Jakupović, son premier tournoi WTA 125 à Iași.
Elle commence l'année 2024 par le gain en double du tournoi WTA 125 de Canberra avec la Lettone Darja Semenistaja,.
Le 9 novembre 2024, elle parvient, en simple, en finale du tournoi WTA 125 de Cali où elle est battue par la Roumaine Irina-Camelia Begu. Quelques instants plus tard, elle remporte la finale du double, associée à la Française Kristina Mladenovic. 

## Palmarès

### Titre en double dames
| No | Date       | Nom et lieu du tournoi   | Catégorie | Dotation  | Surface      | Partenaire    | Finalistes                 | Score    |          |
| -- | ---------- | ------------------------ | --------- | --------- | ------------ | ------------- | -------------------------- | -------- | -------- |
| 1  | 14-07-2025 | UniCredit Iași Open Iași | WTA 250   | 275 094 $ | Terre (ext.) | Panna Udvardy | María Carlé Simona Waltert | 7-5, 6-3 | Parcours |

### Finale en double dames
Aucune

### Finale en simple en WTA 125
| No | Date       | Nom et lieu du tournoi | Catégorie | Dotation  | Surface      | Vainqueure         | Score    |          |
| -- | ---------- | ---------------------- | --------- | --------- | ------------ | ------------------ | -------- | -------- |
| 1  | 04-11-2024 | Cali Open, Cali        | WTA 125   | 115 000 $ | Terre (ext.) | Irina-Camelia Begu | 6-3, 6-3 | Parcours |

### Titres en double en WTA 125
| No | Date       | Nom et lieu du tournoi                  | Catégorie | Dotation  | Surface      | Partenaire          | Finalistes                   | Score     |          |
| -- | ---------- | --------------------------------------- | --------- | --------- | ------------ | ------------------- | ---------------------------- | --------- | -------- |
| 1  | 17-07-2023 | BCR Iași Open Iași                      | WTA 125   | 115 000 $ | Terre (ext.) | Dalila Jakupović    | Irina Bara Monica Niculescu  | 6-4, 6-4  | Parcours |
| 2  | 01-01-2024 | Workday Canberra International Canberra | WTA 125   | 115 000 $ | Dur (ext.)   | Darja Semeņistaja   | Kaylah McPhee Astra Sharma   | 6-2, 6-4  | Parcours |
| 3  | 04-11-2024 | Cali Open Cali                          | WTA 125   | 115 000 $ | Terre (ext.) | Kristina Mladenovic | Tara Würth Katarina Zavatska | 6-2, 7-64 | Parcours |

### Finale en double en WTA 125
| No | Date       | Nom et lieu du tournoi           | Catégorie | Dotation  | Surface      | Vainqueures                          | Partenaire       | Score            |          |
| -- | ---------- | -------------------------------- | --------- | --------- | ------------ | ------------------------------------ | ---------------- | ---------------- | -------- |
| 1  | 09-06-2025 | Citta' di Grado Tennis Cup Grado | WTA 125   | 115 000 $ | Terre (ext.) | Quinn Gleason Ingrid Gamarra Martins | Dominika Šalková | 6-2, 5-7, [10-5] | Parcours |

## Parcours en Grand Chelem

### En simple dames
| Année | Open d'Australie | Open d'Australie | Internationaux de France | Internationaux de France | Wimbledon      | Wimbledon             | US Open | US Open          |
| ----- | ---------------- | ---------------- | ------------------------ | ------------------------ | -------------- | --------------------- | ------- | ---------------- |
| 2024  | Q1               | Eva Lys          | Q2                       | I. Burillo Escorihuela   | Q1             | Aliaksandra Sasnovich | Q2      | Kimberly Birrell |
| 2025  | 1er tour (1/64)  | Suzan Lamens     | Q3                       | Lucrezia Stefanini       | 2e tour (1/32) | Danielle Collins      |         |                  |

N.B. : sous le résultat se trouve le nom de l’ultime adversaire.

## Classements WTA en fin de saison
| Année          | 2017 | 2018 | 2019 | 2020 | 2021 | 2022 | 2023 | 2024 |
| Rang en simple | 1208 | 663  | 534  | 552  | 636  | 392  | 183  | 171  |
| Rang en double | –    | 589  | 392  | 441  | 575  | 188  | 153  | 125  |

Source : (en) Classements de Veronika Erjavec sur le site officiel de la Fédération internationale de tennis